# NK Dravograd
Maillots
Le NK Dravograd est un club de football slovène basé à Dravograd et fondé en 1948.

## Historique
Le NK Dravograd est fondé en 1948. Il dispute sa première saison de première division du Championnat de Slovénie en 1999-2000, terminant huitième. 
Relégué la saison suivante après une onzième place au classement, le club revient dans l'élite en 2002-2003. 
Sa dernière apparition en première division a lieu lors de la saison 2003-2004, alors que l'équipe atteint la finale de la Coupe de Slovénie.

## Palmarès
- Coupe de Slovénie de football
  - Finaliste : 2004